# Сан-Хоакин (округ)
Сан-Хоаки́н (англ. San Joaquin County [ˌsæn wɒˈkin]) — округ, расположенный в Калифорнийской долине, к востоку от области залива Сан-Франциско, Калифорния. По переписи 2006 года население составляет 620 000 человек. Окружной центр — город Стоктон.

## География
Сан-Хоакин граничит с четырьмя другими округами штата Калифорния: Аламида, Калаверас, Сакраменто и Станислаус.

## Климат
В соответствии с данными представленными Национальной метеорологической службой США в округе Сан-Хоакин преимущественно полузасушливый климат, который, согласно системе классификации климатов Кёппена обозначается на климатических картах аббревиатурой «BSk», с прохладной, влажной зимой и очень жарким и сухим летом, демонстрирующим средиземноморские характеристики. 
Декабрь и январь — самые холодные месяцы, средняя температура составляет около 8-9 °C, и ежегодно бывает около ночей с минимумами на уровне или ниже нуля, причем самая холодная ночь в году обычно опускается ниже 30 °F (−1 °C). Июль — самый теплый месяц, средняя температура составляет около 25 °C); обычно бывает более ста дней с максимумами выше 30 °C. 
Среднегодовое количество осадков составляет около 12-13 дюймов, что по определению приводит к тому, что район преимущественно классифицируется как полупустыня.

## История
Округ был образован в 1850 году, вскоре после возникновения штата Калифорния. Своё название берёт от реки Сан-Хоакин. В начале 19 века лейтенант Габриэль Морага, командир экспедиции в Калифорнийскую долину, дал имя Сан-Хоакин ручью, вытекающему из Сьерра-Невады и впадающему в озеро Буэна-Виста. Между 1843 и 1846 годами, в эпоху когда Калифорния была провинцией Мексики, пять мексиканских грантов земли были объединены в то, что сейчас является округом: ранчо Кампо де лос Франсесес, ранчо Пескадеро (Граймс), ранчо Пескадеро (Пико), ранчо Санхон де лос Мокелумнес и ранчо Томпсон.

## Демография
По переписи 2000 года в местности насчитывалось 563,598 человек, 181,629 домохозяйств, и 134,768 семей, проживающие непосредственно в округе. Плотность населения равна 403 человека на км². Расовый состав: 58,13 % белые, 6,69 % чёрные, 1,13 % коренные американцы, 11,41 % азиаты, 16,26 % другие расы и 6,05 % две и более рас. 9,3 % были немцами, 5,0 % англичанами, 5,3 % ирландцами. 66,4 % населения разговаривает на английском языке, 21,3 % на испанском, 2,2 % на тагальском, 1,8 % на мон-кхмерском, 1,1 % на вьетнамском и 1,1 % на языке мяо.
Существовало 181,629 домохозяйств, из которых 40,5 % имели детей в возрасте до 18 лет, 54,3 % супружеских пар, 14,0 % женщин проживало без мужей, а 25,8 % не имели семью. Средний размер домохозяйства равен 3.00, средний размер семьи 3.48.
Средний доход на домохозяйство составил $41,282, а средний доход на семью $46,919. Мужчины имеют средний доход в $39,246, женщины $27,507. Доход на душу населения $17,365. 13,5 % семей или 17,7 % населения живут за чертой бедности, в том числе 23,7 % из них моложе 18 лет и 10,0 % от 65 лет и старше.
В округе 31,0 % населения в возрасте до 18 лет, 10,0 % от 18 до 24 лет, 28,8 % от 25 до 44 лет, 19,6 % от 45 до 64 лет, и 10,6 % от 65 лет и старше. Средний возраст составляет 32 года. На каждые 100 женщин приходится 99.9 мужчин. На каждые 100 женщин в возрасте от 18 лет и старше приходится 97.2 мужчин.